# Sarang-i museo-wo
Sarang-i museo-wo (사랑이 무서워?), noto anche con il titolo internazionale Shotgun Love, è un film del 2011 scritto e diretto da Rain Jung.

## Trama
So-yeon è una famosa modella che, dopo essere rimasta incinta, viene spinta dal fidanzato ad abortire. Dato che la donna desidera fortemente avere un bambino, decide di ingannare l'ingenuo Sang-yeol, un conoscente con una cotta nei suoi confronti e di fargli credere che il bambino sia in realtà il suo.